# TWIN BEST (オフコースのアルバム)
『TWIN BEST』（ツイン・ベスト）は、1996年9月19日に発売されたオフコース通算38作目の非監修ベスト・アルバム。

## 解説
レコード会社主導による2枚組ベスト・アルバムで、「TWIN BEST」シリーズの一つとして発売された。
本作に収録されているシングル表題曲はすべてシングル・ヴァージョンで収録されている。

## 収録曲
| 全作詞・作曲: 小田和正 (#14以外)、鈴木康博 (#14) 、全編曲: オフコース (#8以外)、オフコース、重実博、矢沢透 (#8)。 |                                |                                     |                                     |      |
| # | タイトル                       | 作詞                                | 作曲・編曲                          | 時間 |
| 1. | 「眠れぬ夜」                   | 小田和正 (#14以外)、 鈴木康博 (#14) | 小田和正 (#14以外)、 鈴木康博 (#14) | 3:16 |
| 2. | 「I LOVE YOU」                 | 小田和正 (#14以外)、 鈴木康博 (#14) | 小田和正 (#14以外)、 鈴木康博 (#14) | 5:02 |
| 3. | 「さよなら」                   | 小田和正 (#14以外)、 鈴木康博 (#14) | 小田和正 (#14以外)、 鈴木康博 (#14) | 4:57 |
| 4. | 「愛を止めないで」             | 小田和正 (#14以外)、 鈴木康博 (#14) | 小田和正 (#14以外)、 鈴木康博 (#14) | 3:51 |
| 5. | 「Yes-No」                     | 小田和正 (#14以外)、 鈴木康博 (#14) | 小田和正 (#14以外)、 鈴木康博 (#14) | 5:20 |
| 6. | 「秋の気配」                   | 小田和正 (#14以外)、 鈴木康博 (#14) | 小田和正 (#14以外)、 鈴木康博 (#14) | 3:53 |
| 7. | 「YES-YES-YES」                | 小田和正 (#14以外)、 鈴木康博 (#14) | 小田和正 (#14以外)、 鈴木康博 (#14) | 4:18 |
| 8. | 「僕の贈りもの」               | 小田和正 (#14以外)、 鈴木康博 (#14) | 小田和正 (#14以外)、 鈴木康博 (#14) | 3:37 |
| 9. | 「言葉にできない」             | 小田和正 (#14以外)、 鈴木康博 (#14) | 小田和正 (#14以外)、 鈴木康博 (#14) | 6:21 |
| 10. | 「生まれ来る子供たちのために」 | 小田和正 (#14以外)、 鈴木康博 (#14) | 小田和正 (#14以外)、 鈴木康博 (#14) | 4:54 |
| 11. | 「ワインの匂い」               | 小田和正 (#14以外)、 鈴木康博 (#14) | 小田和正 (#14以外)、 鈴木康博 (#14) | 3:14 |
| 12. | 「こころは気紛れ」             | 小田和正 (#14以外)、 鈴木康博 (#14) | 小田和正 (#14以外)、 鈴木康博 (#14) | 3:50 |
| 13. | 「時に愛は」                   | 小田和正 (#14以外)、 鈴木康博 (#14) | 小田和正 (#14以外)、 鈴木康博 (#14) | 5:47 |
| 14. | 「潮の香り」                   | 小田和正 (#14以外)、 鈴木康博 (#14) | 小田和正 (#14以外)、 鈴木康博 (#14) | 3:44 |
| 15. | 「やさしさにさようなら」       | 小田和正 (#14以外)、 鈴木康博 (#14) | 小田和正 (#14以外)、 鈴木康博 (#14) | 3:57 |

| #   | タイトル               | 作詞     | 作曲     | 編曲                       | 時間 |
| --- | ---------------------- | -------- | -------- | -------------------------- | ---- |
| 1.  | 「夏の終り」           | 小田和正 | 小田和正 | オフコース                 | 3:46 |
| 2.  | 「僕等の時代」         | 小田和正 | 小田和正 | オフコース                 | 3:48 |
| 3.  | 「愛の唄」             | 小田和正 | 小田和正 | オフコース                 | 4:12 |
| 4.  | 「汐風のなかで」       | 鈴木康博 | 鈴木康博 | オフコース                 | 3:47 |
| 5.  | 「風に吹かれて」       | 小田和正 | 小田和正 | オフコース                 | 4:06 |
| 6.  | 「愛の中へ」           | 小田和正 | 小田和正 | オフコース                 | 5:48 |
| 7.  | 「あなたのすべて」     | 小田和正 | 小田和正 | オフコース                 | 3:50 |
| 8.  | 「めぐる季節」         | 小田和正 | 小田和正 | オフコース                 | 3:56 |
| 9.  | 「のがすなチャンスを」 | 鈴木康博 | 鈴木康博 | 鈴木康博                   | 2:34 |
| 10. | 「一億の夜を越えて」   | 安部光俊 | 鈴木康博 | オフコース                 | 4:20 |
| 11. | 「思い出を盗んで」     | 小田和正 | 小田和正 | オフコース                 | 3:54 |
| 12. | 「水曜日の午後」       | 小田和正 | 小田和正 | オフコース、重実博、矢沢透 | 2:47 |
| 13. | 「ランナウェイ」       | 鈴木康博 | 鈴木康博 | オフコース                 | 4:17 |
| 14. | 「思いのままに」       | 小田和正 | 小田和正 | オフコース                 | 4:42 |
| 15. | 「恋を抱きしめよう」   | 鈴木康博 | 鈴木康博 | オフコース                 | 4:06 |